# Canterburyi katedrális
A canterburyi katedrális Anglia egyik legrégebbi és leghíresebb keresztény központja, a canterburyi anglikán püspökség székhelye. Amint azt Geoffrey Chaucer Canterbury mesék című művéből (is) tudjuk, a katedrális megépítése óta fontos zarándokhely.
Mint építészeti műemlék, 1988 óta a kulturális világörökség része, a Szent Ágoston-apátsággal és a Szent Márton-templommal együtt.

## Története
A katedrális első püspöke Canterburyi Szent Ágoston volt, akit I. Gergely pápa küldött Angliába 597-ben. Beda Venerabilis leírja, hogy a katedrálist Szent Ágoston alapította. A régészeti kutatások azt mutatták, hogy a főhajó alatt egy korábbi szász katedrális maradványai vannak, amely viszont egy római erődre épült. 
740–760 között Cuthbert püspök egy újabb épületet emeltetett ugyanannak a tengelynek a mentén, a Keresztelő Szent Jánosról nevezett keresztelőkápolnát. 941–958 között Oda püspök felújíttatta az épületet, és jelentősen meghosszabbíttatta a hajót. Lyfing püspök (1013–1020) és Aethelnoth püspök (1020–1038) egy nyugati szárnnyal egészítették ki a katedrálist.
Lanfranc püspök (1070–1077), az első normann, (paviai) püspök újjáépíttette az angolszász templomot. 
Canterburyi Szent Anzelm kibővíttette a kolostort.
A katedrális történetének legsötétebb momentuma volt Thomas Becket meggyilkolása a katedrális egyik oltára előtt 1170. december 29-én. A gyilkosságot négy angol lovag követte el (név szerint Hugh de Moreville, Williem de Tracey, Reginald FitzUrse és Richard le Breton) állítólag II. Henrik parancsára. (Úgy tartják, hogy a király így kiáltott fel a lovagok előtt: „Hát nincs senki, aki megszabadítana ettől az alacsony-születésű paptól?!”)
Az 1174-es tűzvész után, amely elpusztította a keleti szárnyat, Guillaume de Sens újjáépítette kórust és később William the Englishman hozzátoldotta a Corona nevű szentélyt; itt őrizték Thomas Becket maradványait. Az építkezések fő anyagi forrása a Becket sírját látogató zarándokoktól származó bevétel volt.
Thomas Chillenden prior alatt (1390–1410) a főhajót gótikus stílusban újjáépítették. Az utolsó nagyobb átalakítás a központi kis torony lebontása és újjáépítése volt, amely 1494-től tíz éven át tartott.

## Leírása
A három részből álló főhajó késő gótikus stílusban épült a korábbi román stílusú templom alapjain. A főbejárat a délnyugati oldalon található. A bejárat feletti toronyban van a katedrális 14 harangból álló harangjátéka. Az északnyugati toronyban található a 3,1 tonnás Great Dunstan harang. A keresztelőmedence 1639-ből származik. Az északi falon van az orgona (1980). A nyugati ablakok a 12. századból származnak és 13 alakot ábrázolnak Jézus családfájából; itt van még 8 középkori király és a 12 apostol is.
A nyugati kriptát a 12. század elején építették. Itt még látható egy olyan fal is, amely az előző, 1077-ben épített templomból maradt fenn. Innen lehet bejutni a kincstárba is, ahol ezüst- és aranyneműket őriznek. 
A keleti kripta szintén a korábbi román stílusú templomból maradt meg. Becket Szent Tamás halála után itt őrizték földi maradványait. 1220-ban az ereklyéket kivették a sírból és ez időtől kezdve a Szentháromság-kápolnában őrizték 1538-ig; ekkor VIII. Henrik parancsára megsemmisítették.
A katedrális tornya a nagy harang nevét ('Bell Harry') viseli. A torony építését 1494-ben kezdték és 1504-ben fejezték be. Itt található azoknak a személyeknek a címere, akik hozzájárultak a torony építéséhez. Ezek közül a leghíresebbek John Morton (bíboros) és Thomas Goldstone apát.
Az 1174-es tűz után a kórust gótikus stílusban építették újjá. Gervasius szerzetes krónikája szerint az összeült egyházi bizottság különböző építőmestereket hívott meg; ezek azonban nem tudtak megegyezni egy közös javaslatban. Végül is a francia William of Sens megoldását fogadták el, aki magával hozta a korai francia gótika hatását. Ő azonban nem tudta befejezni a munkát, mivel előbb le kellett bontani a régi, tűzben károsodott kórus maradványait. 1178-ban leesett egy állványról és súlyosan megsérült. Egy ideig a betegágyából irányította az építési munkákat, majd visszatért Franciaországba, ahol 1180-ban meghalt. A kórust William "the Englishman" vezetésével fejezték be; ugyanekkor készült el a kórust lezáró kerek „Becket koronája” és a Szentháromság-kápolna.
A katedrális jellegzetessége a két kereszthajó egymástól eltérő különleges volta. A keleti kereszthajó a William of Sens és William "the Englishman" irányította átépítés következtében inkább véletlenszerűen keletkezett, amikor a korábbi kórust kelet felé meghosszabbították. A 12. századi üvegablakok az Ó- és Újszövetségből vett jeleneteket ábrázolnak.
További érdekesség a katedrális magyar kötődése: két ablakát a magyar Bossányi Ervin készítette.

## Itt vannak eltemetve
- Canterburyi Szent Tamás
- Eduárd walesi herceg
- IV. Henrik angol király és felesége, Navarrai Johanna

## Képek

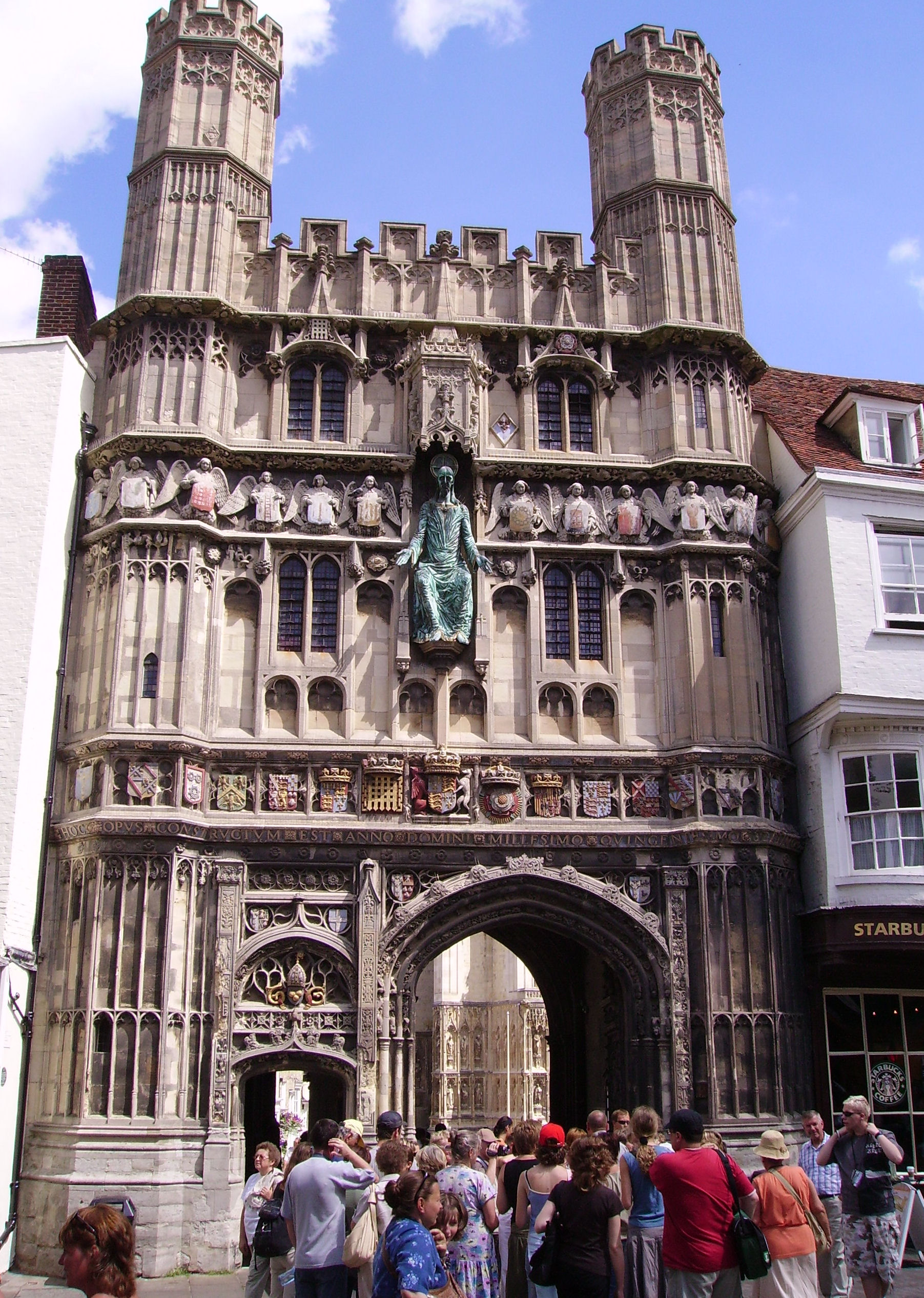
A katedrális kapuja
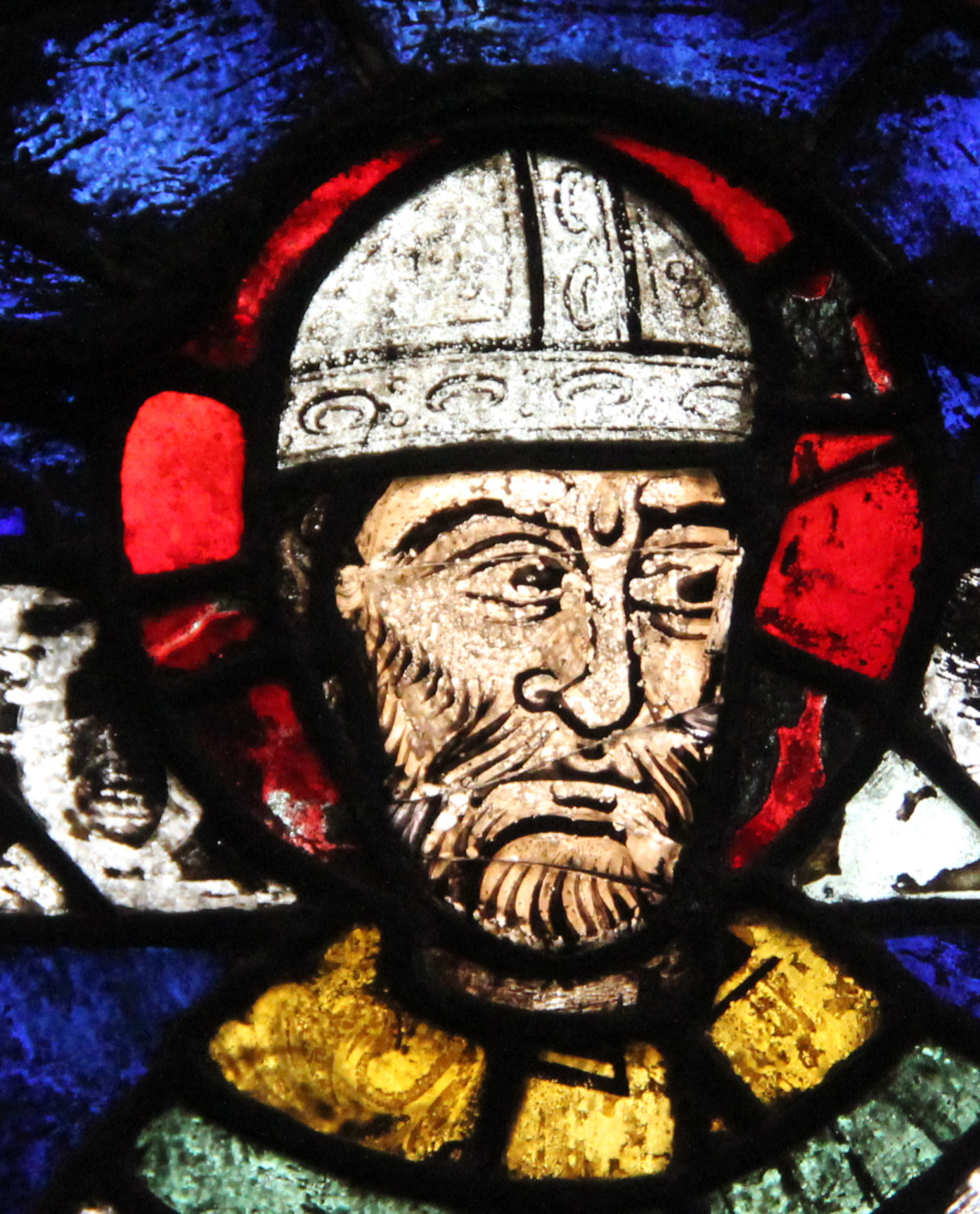
Thomas Becket ábrázolása a katedrális egyik ablakán
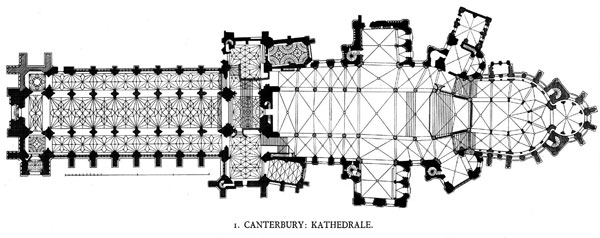
Alaprajz

## Fordítás
- Ez a szócikk részben vagy egészben  a   Canterbury Cathedral című angol Wikipédia-szócikk ezen változatának fordításán alapul.  Az eredeti cikk szerkesztőit annak laptörténete sorolja fel. Ez a jelzés csupán a megfogalmazás eredetét és a szerzői jogokat jelzi, nem szolgál a cikkben szereplő információk forrásmegjelöléseként.